# Варганова, Лили Фёдоровна
Лили Фёдоровна Варга́нова (23 мая 1927, Баку — 26 января 2004, Снежинск) — советский математик, организатор прикладных исследований, лауреат Государственной премии СССР (1973).

## Биография
Окончила математико-механический факультет Ленинградского государственного университета (с отличием).
С 1957 года работала в НИИ-1011 (РФЯЦ — ВНИИТФ им. акад. Е. И. Забабахина): инженер, старший инженер, руководитель группы, заместитель начальника отдела.
С 1989 года на пенсии.

## Научная деятельность
Участвовала в расчётном обеспечении разработок военной техники с применением ЭВМ разных поколений — от «Стрелы» до персональных компьютеров.
При её непосредственном участии создан ряд программных комплексов для математического моделирования процессов в ядерных зарядах. В том числе соавтор программы Т-67 для расчета задач энерговыделения (1967) и комплекса Т-75 (1975).

## Награды и звания
- Государственная премия СССР (1973, за создание новой спецтехники);
- Орден «Знак Почёта» (1962);
- Медали.